# Pont-sur-Sambre
Pont-sur-Sambre és un municipi francès, situat a la regió dels Alts de França, al departament del Nord. L'any 2006 tenia 2.622 habitants. Limita al nord amb Vieux-Mesnil, al nord-est amb Boussières-sur-Sambre, al sud-est amb Bachant, al sud amb Aulnoye-Aymeries i al sud-oest amb Berlaimont.

## Demografia
| Evolució de la població Ehess i INSEE |      |      |      |      |      |      |      |      |
| 1793                                  | 1800 | 1806 | 1821 | 1831 | 1836 | 1841 | 1846 | 1851 |
| 508                                   | 406  | 498  | 624  | 714  | 764  | 794  | 826  | 869  |

| 1856 | 1861 | 1866 | 1872 | 1876 | 1881 | 1886 | 1891 | 1896 |
| ---- | ---- | ---- | ---- | ---- | ---- | ---- | ---- | ---- |
| 870  | 830  | 813  | 765  | 745  | 806  | 856  | 921  | 914  |

| 1901 | 1906 | 1911 | 1921 | 1926 | 1931 | 1936 | 1946 | 1954  |
| ---- | ---- | ---- | ---- | ---- | ---- | ---- | ---- | ----- |
| 883  | 897  | 900  | 813  | 869  | 875  | 918  | 933  | 1 050 |

| 1962  | 1968  | 1975  | 1982  | 1990  | 1999  | 2006 | 2011 | 2016 |
| ----- | ----- | ----- | ----- | ----- | ----- | ---- | ---- | ---- |
| 1 492 | 1 486 | 1 652 | 1 940 | 1 912 | 2 115 | -    | -    | -    |

| 2019 | - | - | - | - | - | - | - | - |
| ---- | - | - | - | - | - | - | - | - |
| -    | - | - | - | - | - | - | - | - |

## Administració
| Període   | Identitat        | Partit |
| --------- | ---------------- | ------ |
| 1995-2001 | Bernard Huriau   |        |
| 2001-2008 | Francis Burillon |        |
| 2008-     | Alain Bortolus   |        |